# Préfecture de Roudsar
La préfecture de Rudsar est une préfecture (persan:shahrestan) de la province du Guilan en Iran, sa capitale est Rudsar.
La préfecture compte 5 villes : Rudsar, Kelachay, Chabksar, Vajargah et Rahimabad